# 栄光の入江
栄光の入江(Sinus Honoris)は、月の表の静かの海の西端に伸びる部分である。この湾の月面座標は、北緯11.7°、東経18.1°であり、直径は109㎞である。
栄光の入江の湾口は広く、北方及び南西方は荒れ地に隣接している。湾が海につながる地点からは、リルが北と南に延びている。北に伸びるものは、湾の東に隣接するマクレア・クレーターにちなんで"Rimae Maclear"と命名されている。湾口の南端は、湾の南に位置するソシゲネス・クレーターにちなんで"Rimae Sosigenes"と命名されている。